# Vedisme
El vedisme (vers 1800 - 900 aC) va ser un conjunt de creences i de ritus religiosos basats en els quatre Vedes, considerats el fonament del pensament indi, que més tard es va desenvolupar amb el bramanisme i l'hinduisme. No s'ha pogut establir arqueològicament quina va ser la civilització que donà origen a aquesta religió.

## Textos
La religió es basa en els quatre antics textos sànscrits anomenats Vedes, que són recopilacions d'himnes, col·leccions d'oracions i fórmules de consagració i expiació dirigides als déus:
- El Rig-veda (el ‘Veda dels himnes') és el text més antic de la literatura de l'Índia, de mitjan II mil·lenni aC. És un text epicoreligiós amb 1.028 himnes (denominats rig) dedicats a múltiples divinitats.
- El Sama-veda (o ‘Veda cantable’), que consisteix en un 96% d'himnes del Rig-veda, ordenats de manera diferent.
- El Yàjur-veda (o ‘Veda del sacrifici’), que consisteix en una tercera part d'himnes del Rig-veda.
- L'Àtharva-veda (o ‘el Veda del savi Àtharvan'), himnes per a contrarestar malediccions en un sacrifici de foc.

Els textos d'aquest període vèdic, escrits en un tipus antic de sànscrit anomenat sànscrit vèdic, són principalment els quatre samjitas o textos principals vèdics, tot i que també es consideren com a vèdics els textos dels Brahmanas.